# Membracis foliataarcuata
Membracis foliataarcuata är en insektsart som beskrevs av Degeer. Membracis foliataarcuata ingår i släktet Membracis och familjen hornstritar. Inga underarter finns listade i Catalogue of Life.